# Soldier of Fortune: Payback
Soldier of Fortune II: Payback (En español Soldado de la Fortuna: Reembolso) es un videojuego de disparos en primera persona (FPS) y la tercera entrega de la serie de videojuegos Soldado de la fortuna, después de Soldier of Fortune 2: Double Helix. Es el primer videojuego de la serie lanzado para Xbox 360 y PlayStation 3. El videojuego se lanzó el 14 de noviembre del año 2007. El videojuego implica un plan de venganza contra una organización terrorista mundial. Esta vez, el jugador asume el papel de Thomas Mason en lugar de John Mullins.
A diferencia de los dos videojuegos anteriores de Soldier of Fortune, desarrollados por Raven Software utilizando los motores id Tech 2 e id Tech 3 desarrollados por id Software, Payback fue desarrollado por Cauldron HQ. Utilizando el motor havok
El videojuego fue recibido con críticas tibias, en su mayoría negativas, y muchos dijeron que el videojuego se veía bonito pero el videojuego no estaba inspirado. Al igual que los otros dos videojuegos de la serie, Payback tuvo un gran modelado de personajes y efectos de gore. Debido al nivel de violencia, la OFLC de Australia se negó a clasificar el videojuego. Después de que el videojuego fue efectivamente prohibido en Australia, se lanzó una versión modificada el 28 de febrero de 2008, que eliminó la violencia radical y el desmembramiento.

## Argumento
Luego de que su compañero traicione al mercenario independiente Thomas Mason (Kyle Herbert) durante una misión, jura vengarse de una organización terrorista mundial que marca a todos sus agentes con el mismo tatuaje en el cuello.

## Jugabilidad

### Multijugador
Hasta 12 jugadores pueden jugar en línea para Xbox 360, PlayStation 3 y PC. El modo multijugador solo tiene cinco mapas y modos de videojuego disponibles, como Deathmatch, Team Deathmatch, Captura la Bandera, Demolición y Eliminación.

## Recepción
El videojuego fue recibido con críticas negativas. La mayoría de los críticos citaron el gran modelado de personajes y los efectos gore. Jason Ocampo de GameSpot le anotó un 4.5/10. Afirmó que "este juego de disparos es un gran ejercicio de memorización de patrones y videojuegos de prueba y error". También dijo que "se ve bonito". Jay Frechette de 1up.com le anotó al videojuego con un 5.5/10. Frechette dijo que "Soldier of Fortune no cruza la línea de ser un mal videojuego, pero casi nunca rompe la superficie de la mediocridad".

### Prohibiciones
El 16 de octubre de 2007, el tablero de clasificación federal de Australia, la Oficina de clasificación de cine y literatura de Australia (OFLC) rechazó la clasificación del videojuego. Esto efectivamente prohibió el videojuego en toda Australia, ya que los videojuegos a los que se les ha negado la clasificación OFLC no se pueden vender, anunciar ni importar. Activision modificó el videojuego para cumplir con los estándares OFLC y se reclasificó con una calificación MA15 +. Esta versión no incluye la violencia radical; y el desmembramiento ha sido completamente eliminado. Activision lanzó el videojuego modificado en Australia el 28 de febrero de 2008.
Soldier of Fortune: Payback se prohibió en Alemania debido a su gran cantidad de violencia.

## Secuelas
Un MMOFPS basado en la serie, Soldier of Fortune Online fue publicado en Corea por Dragonfly y se publicó en una Beta cerrada el 12 de agosto de 2010 y finalizó el 16 de agosto de 2010.